# B&M
B&M European Value Retail S.A. eller B&M er en britisk - luxembourgsk variety store-butikskæde. De driver 703 butikker med en forskelligartet varesammensætning. Gennem datterselskabet Heron Foods har de 293 dagligvarebutikker.
Virksomheden blev etableret af Malcolm Billington som Billington & Mayman, og den første butik åbnede i Cleveleys, England i 1978.